# 岩穴藤菊
岩穴藤菊（学名：Cissampelopsis spelacicola）是菊科菊藤属的植物，为中国的特有植物。分布在中国大陆的云南、贵州、四川、广西等地，生长于海拔660米至2,000米的地区，常生长在混交林中乔木、灌木上及石灰岩地区，目前尚未由人工引种栽培。

## 别名
岩穴千里光（图鉴）

## 异名
- Senecio spelacicolus (Vant.) Gagnep.